# Pseudorlaya minuscula
Pseudorlaya minuscula är en flockblommig växtart som först beskrevs av Carlos Pau och Font Quer, och fick sitt nu gällande namn av José María Laínz Ribalaygua. Pseudorlaya minuscula ingår i släktet Pseudorlaya och familjen flockblommiga växter. Inga underarter finns listade i Catalogue of Life.